# Sociedad Deportiva Teucro
La Sociedad Deportiva Teucro és un equip d'handbol gallec de la ciutat de Pontevedra, que juga a la Lliga ASOBAL. Es va fundar l'any 1945.
L'equip juga els seus partits com a local al Municipal dos Deportes, amb capacitat per a 4.000 espectadors.

## Història
La Sociedad Deportiva Teucro es va fundar com a club el 4 de maig de 1945, essent el segon equip d'handbol més antic d'Espanya. En el moment de la seva fundació tenia 11 seccions: gimnàstica, atletisme, futbol, bàsquet, handbol, rem, natació, hoquei, ciclisme, escacs i ping-pong.
L'equip ha jugat un total de 15 temporades a la màxima categoria, la Lliga ASOBAL.